# Jaguar (entreprise)
Pour les articles homonymes, voir Jaguar (homonymie).
Jaguar, de son nom officiel « Jaguar Cars Ltd », est un constructeur automobile de voitures de sport et de luxe britannique fondé à Blackpool (Angleterre) en 1922 par William Lyons.
La société basée à Whitley, au sud de Coventry, est aujourd'hui intégrée au sein du groupe Jaguar Land Rover.
En 2017, Jaguar bat son record de vente avec 178 601 véhicules commercialisés (en progression de 20 %), et son conjoint Land Rover a atteint 442 508 ventes (en progression de 2 %). La croissance la plus importante se constate en Allemagne et aux États-Unis.

## Histoire

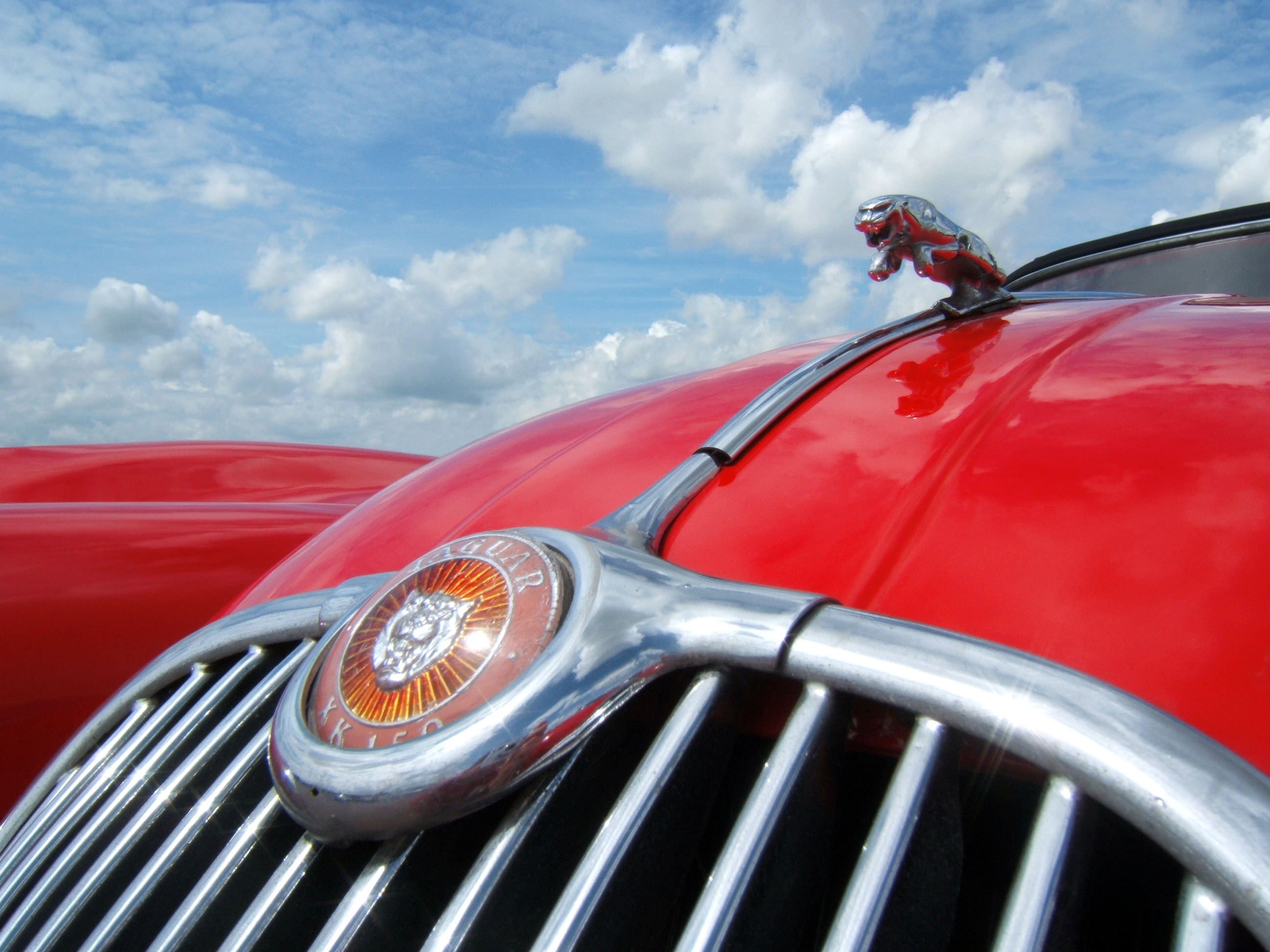
Capot, calandre et emblème d'une Jaguar XK 150.

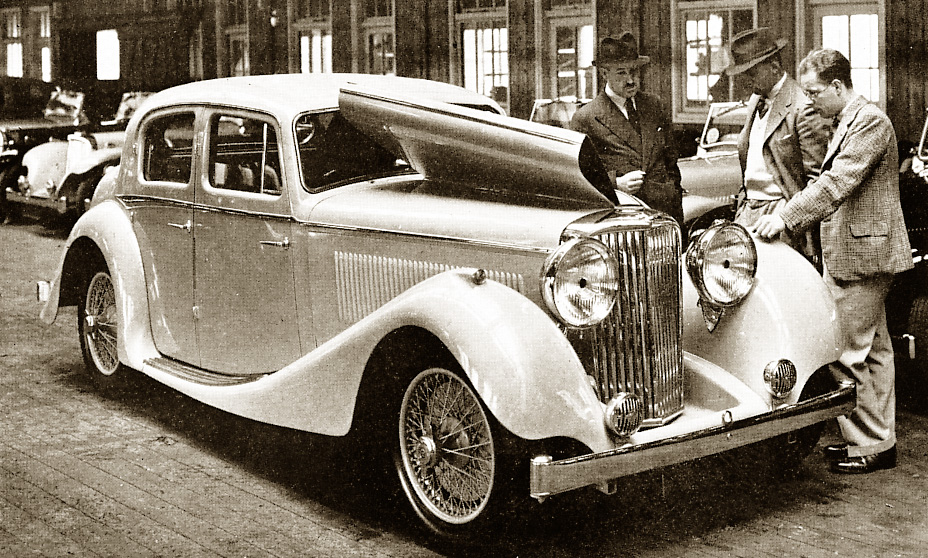
SS Jaguar 2½-litre sports saloon.

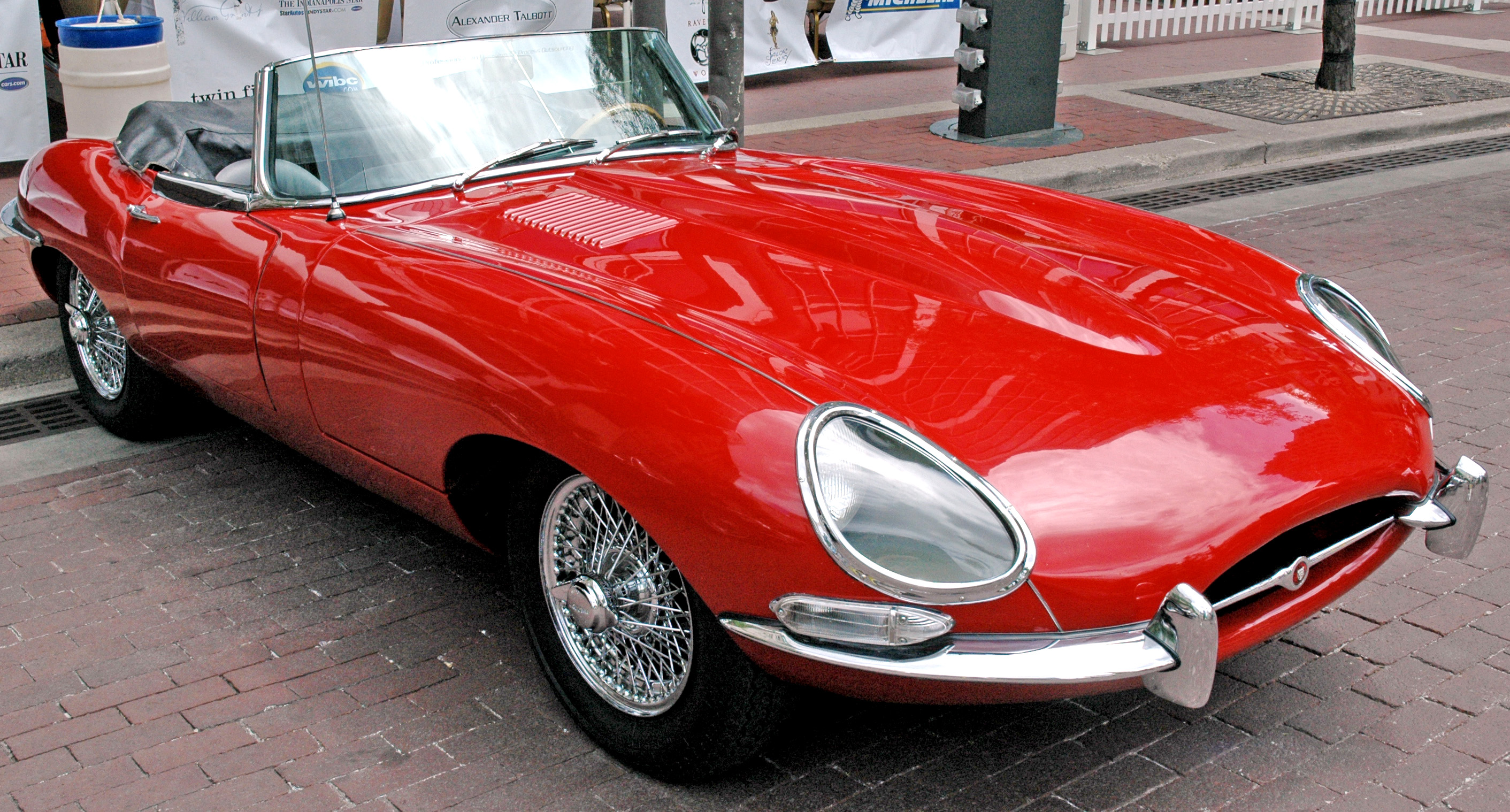
1963 deux sièges E-Type.

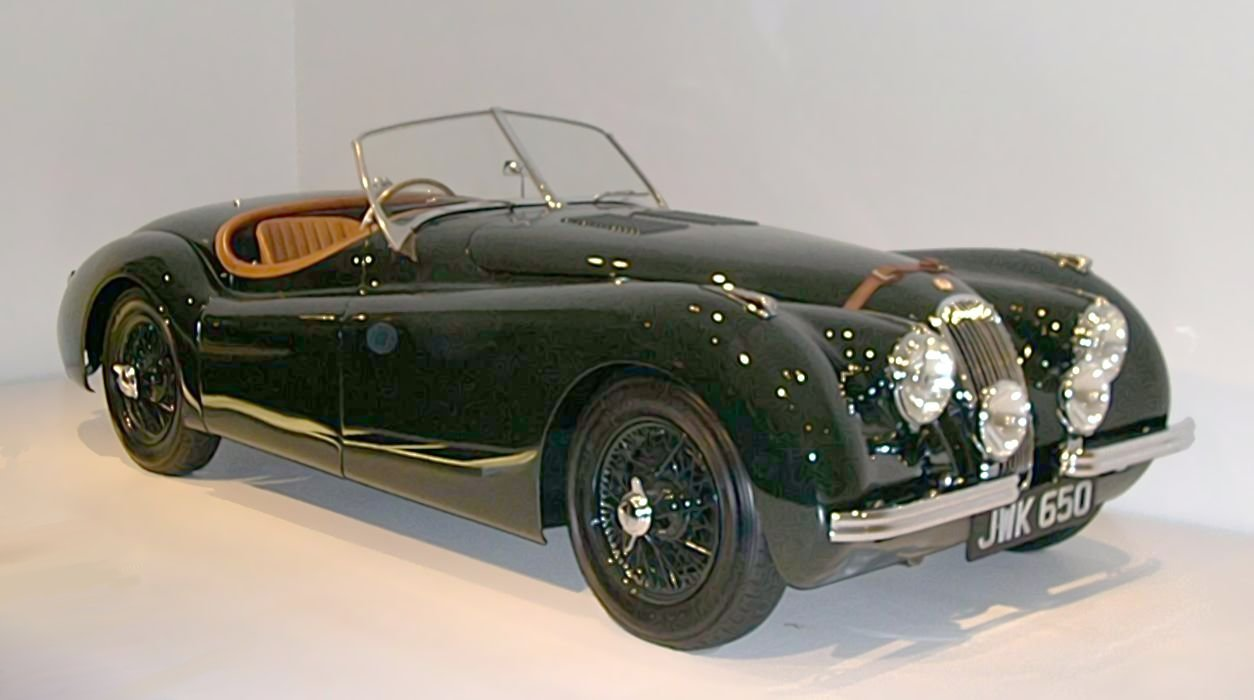
1948 XK120.

Fondée en 1922 sous le nom de Swallow Sidecar Company par William Lyons, la société devient S. S. Cars Limited en 1934, dont les initiales étaient SSC. Pendant la Seconde Guerre mondiale, la société ne produit aucune voiture, car elle participe à l'effort de guerre. En 1945, elle va enfin pouvoir recommencer à produire pour des clients privés et prend le nom de Jaguar pour ne pas évoquer les SS allemands de sinistre mémoire,. La société est restée indépendante jusqu'à ce qu'elle soit nationalisée en 1966. En 1984, la société est séparée sur le marché boursier—c'est une des privatisations du gouvernement de Margaret Thatcher—jusqu'à ce qu'elle soit reprise par le constructeur américain Ford en 1989.
En 1999, elle devient une part de la division de Ford Premier Automotive Group avec Aston Martin, Land Rover, Volvo, Lincoln et Mercury. Peu après avoir quitté son poste de directeur de développement chez BMW et être devenu directeur de Premier Automotive en 1999, Wolfgang Reitzle (de) propose de racheter le constructeur Alpina, préparateur de BMW pour en faire la division performance de Jaguar. L’offre de 200 millions de Deutsche Mark est refusée par Alpina.
Jaguar possède le fabricant automobile Daimler (DMC) (à ne pas confondre avec la société allemande Daimler-Benz), racheté en 1960. Daimler n'est plus à présent qu'une petite marque apposée sur les plus luxueux modèles sortant des usines Jaguar.
Des modèles, le plus marquant est la Jaguar XJ (produite de 1968 à 2019), qui reste pour beaucoup la Jaguar ultime. Depuis 1968, les séries I des XJ ont été profondément modifiées en 1973 (série II), en 1979 (série III), en 1986 pour l'Europe et 1987 pour les États-Unis (XJ40), 1995 (X300), 1997 (jusqu'à la X308 propulsée par un V8), et 2003 (la X350). La nouvelle X351 apparue en 2009 et produite jusqu'en 2019 adopte des lignes radicalement différentes de ses aînées. Les modèles XJ les plus luxueux portent les marques Vanden Plas ou Daimler. Jaguar produit aussi des berlines plus accessibles, comme la Jaguar S-Type (1999-2008) puis la XF (2007-2015). Jaguar essaie de descendre en gamme, pour concurrencer les Audi A4, Mercedes Classe C et BMW série 3 avec la Jaguar X-Type (2001-2009), basée sur une plateforme de Ford Mondeo.
Jaguar a produit de nombreuses voitures de sport : les XK120 (1948-1954), XK150 (1955-1960), Type E (1961-1975), XJS (1975-1996), XK8 et XKR (1996-2006), leurs remplaçantes XK et XKR (2006-2014) et Type F (2013-) sont les principaux modèles sportifs d'après-guerre.
D'autres Jaguars plus rares existent, comme la jaguar XJ450, la Jaguar XJ220 (1988) ou la Jaguar XJR-15 pour la course. Les premiers modèles ont été principalement dessinés par le fondateur de la marque, Sir William Lyons. Lui ont succédé Geoff Lawson (1984-1999), puis Ian Callum (1999-).
Le 18 janvier 2008, Tata Motors a créé Jaguar Land Rover en tant que filiale à part entière enregistrée en Grande-Bretagne et utilisée comme société de portefeuille pour l'acquisition de Jaguar et Land Rover. Le 26 mars 2008, dans le cadre du démantèlement de son Premier Automotive Group, le groupe Ford a vendu Jaguar et le fabricant de véhicules tout-terrain Land Rover à la société indienne Tata Motors qui les a intégrés dans Jaguar Land Rover. Le prix de vente communiqué par le groupe Ford est de 2,3 milliards de dollars. L'acquisition a été finalisée le 2 juin 2008.
Le 1er janvier 2013, les deux marques anglaises sont réunies dans une société holding formant un groupe, Jaguar Land Rover Limited est renommé Jaguar Land Rover (appelé couramment Jaguar Land Rover ou JLR), filiale de la société automobile indienne Tata Motors, qui a son siège social à Coventry et qui produit des berlines de luxe, des voitures de sport spécialisées et des véhicules tout-terrain.
Les ventes en 2013 s'élèvent à 76 668 unités, en augmentation de 42 % par rapport à 2012. La croissance la plus importante se constate en Allemagne et aux États-Unis.
En 2020, l'ancien directeur général de la firme française Renault, Thierry Bolloré, remplace Ralf Speth à la direction de Jaguar Land Rover.
En 2021, le constructeur annonce ne pas lancer de nouveau modèle jusqu'en 2025. L'entreprise affirme se concentrer sur le développement d'une gamme uniquement électrique.
En 2022, Adrian Mardell, directeur financier de Jaguar Land Rover, devient le nouveau patron de l'entreprise par intérim et remplace Thierry Bolloré.
En novembre 2024, Jaguar dévoile une nouvelle identité visuelle. Elle abandonne notamment son célèbre logo représentant un jaguar bondissant, connu sous le nom de « leaping Jaguar » ou encore « the leaper ». Le nouvel emblème met en scène deux lettres "j" opposées, un design qui rappelle les logos des marques de luxe. Ce changement « suscite un tollé ». En 2025, la marque connaît une baisse très marquée de ses immatriculations en Europe avec en avril seulement 49 véhicules immatriculés.

## Formule 1 et Formule E
La marque a connu de grands succès en sport automobile, particulièrement lors des 24 Heures du Mans qu'elle remporte à sept reprises. Jaguar a gagné en 1951 et 1953 avec la Jaguar Type C, puis en 1955, 1956 et 1957 avec la Jaguar Type D.
Jaguar abandonne cette épreuve prestigieuse jusqu'au milieu des années 1980 lorsque Tom Walkinshaw de l'équipe TWR commence à préparer des prototypes propulsés par des V12 Jaguar pour les courses européennes. En 1983, le Groupe 44 Racing lance avec l'aide de Jaguar la XJR-5 et décide d'aller courir aux États-Unis en IMSA. En 1985 avec l'aide de TWR, l'équipe veut s'imposer comme une référence au Mans et en endurance. Jaguar décroche le titre de Champion du Monde des Voitures de Sports en 1987 et 1988, puis remporte les 24 heures du Mans 1988 face à Porsche. En 1990, Jaguar lance la XJR-12 qui remporte les 24 heures du Mans 1990 et termine deuxième du Championnat du Monde des voitures de sports derrière Mercedes.
En 1991, Jaguar lance la XJR-14, et remporte le championnat du monde des voitures de sport 1991, mais échoue face à Mazda aux 24 Heures du Mans. En 1993 et 1994, avec le retour des GT en endurance, Jaguar est présent avec la XJ220. Par la suite en 1999 et 2000, Lister utilise un moteur Jaguar qui remporte le championnat FIA GT en 2000. Jaguar s'inscrit en Formule 1 de 2000 à 2004 et connaîtra des désillusions.

### Formule 1

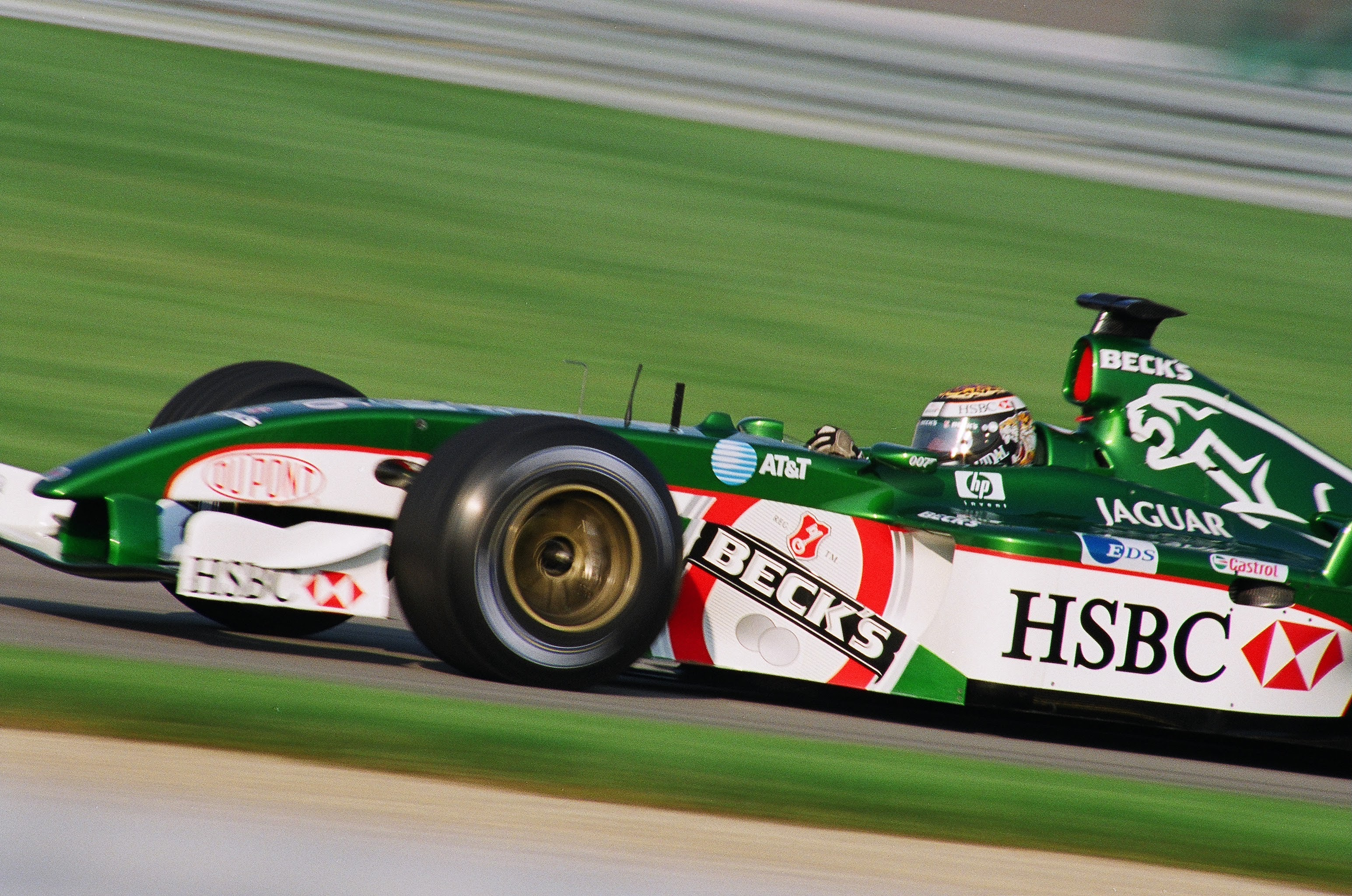
Eddie Irvine, ici lors du Grand Prix des États-Unis 2002, réalisera les deux seuls podiums de Jaguar en Formule 1.

Lors du Grand Prix d'Italie 1950, l'Italien Clemente Biondetti court au volant d'une Ferrari 166 S à moteur Jaguar, puis, en 1955, Jaguar a fourni le moteur à l'équipe Emeryson.[réf. nécessaire]
En juin 1999, Jackie Stewart revend son écurie de Formule 1, Stewart Grand Prix, à Ford qui la renomme Jaguar Racing pour disputer le championnat du monde de Formule 1 à compter de la saison 2000. L'équipe est dirigée un temps par Bobby Rahal puis par Niki Lauda. En novembre 2002, l'équipe est réorganisée : Lauda et 70 autres membres sont écartés.
De 2000 à 2004, période de son implication en Formule 1, l'écurie Jaguar Racing voit passer des pilotes tels Eddie Irvine (anciennement pilote Ferrari), Mark Webber, Pedro de la Rosa, Christian Klien, Johnny Herbert, Antônio Pizzonia, Justin Wilson et Luciano Burti. En 85 Grands Prix, elle ne signe que deux podiums (deux troisièmes places avec Eddie Irvine à Monaco en 2001 et à Monza en 2002) et, en qualifications, n'obtient pour meilleur résultat qu'une seconde place. Dotée d'un vieillissant Ford Cosworth, elle est la plupart du temps reléguée en milieu, voire fond de peloton et ne se bat jamais avec les meilleures écuries.
À l'issue de trois échecs consécutifs à la septième place (ce qui restera comme son meilleur classement chez les constructeurs), Ford jette l'éponge et après une période de doute, l'écurie est cédée pour un prix symbolique au magnat de la boisson énergétique Red Bull, Dietrich Mateschitz, qui s'engage en 2005 sous le nom de Red Bull Racing.

### Formule E

Logo de l'écurie en Formule E.

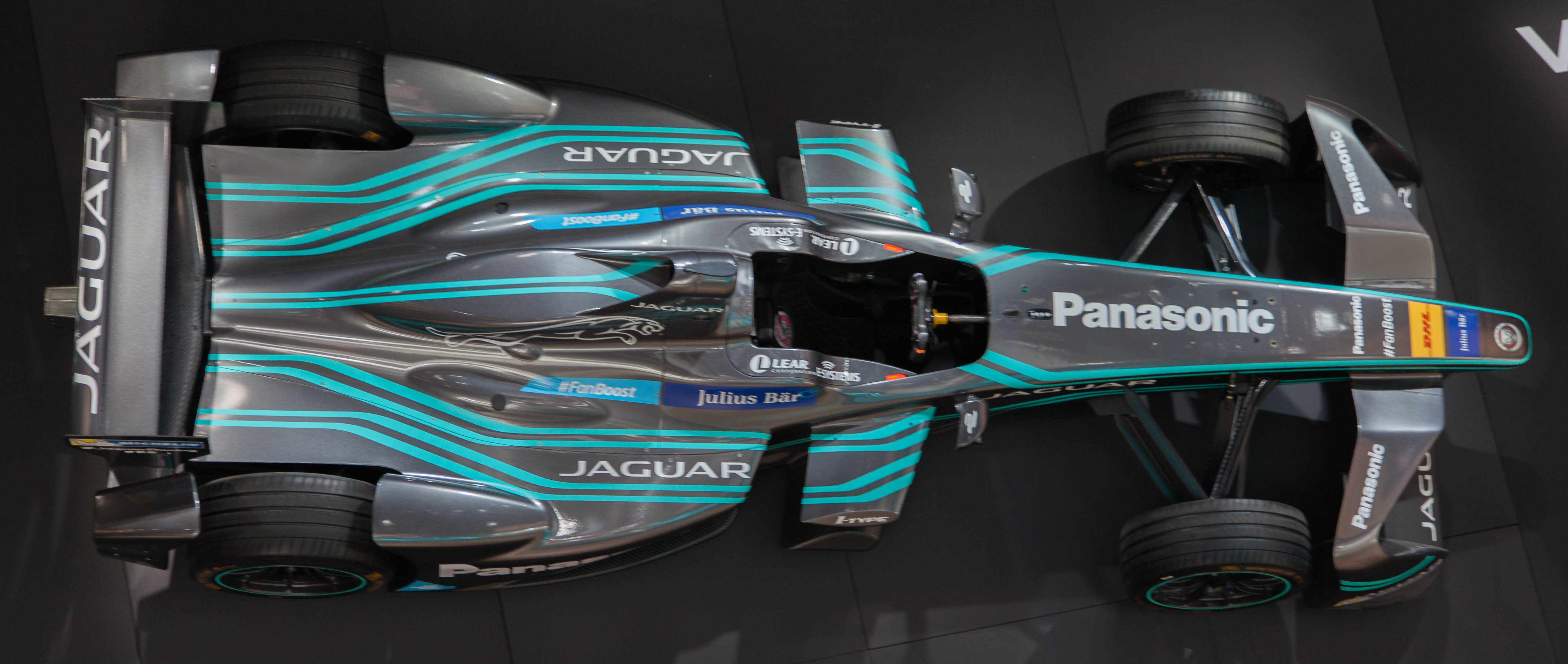
Jaguar Formule E Type-3 de 2022.

Le 15 décembre 2015, Jaguar annonce sa participation au Championnat de Formule E FIA 2016-2017.
L'écurie présente sa Jaguar I-Type 1 le 8 septembre 2016 et confirme Mitch Evans et Adam Carroll comme pilotes. Ho-Pin Tung est nommé pilote de réserve. Lors de la première course à Hong Kong, Carroll termine douzième tandis qu'Evans abandonne. Jaguar termine la saison à la dixième et dernière place du championnat constructeurs avec 27 points et une quatrième place en course (Evans au Mexique) comme meilleur résultat.
Pendant l'été 2016, Mitch Evans participe aux tests de pré-saison de Formule E avec la nouvelle écurie Jaguar Racing. Le 8 septembre, Jaguar présente sa livrée et officialise Mitch Evans en tant que pilote titulaire aux côtés d'Adam Carroll. Il doit attendre la quatrième course de la saison pour inscrire ses premiers points au ePrix de Mexico, où il finit 4e malgré un accrochage dans les derniers tours. Il inscrit un total de vingt-deux points et se classe 14e du championnat. Il continue avec Jaguar pour la saison 4 et son nouvel équipier est Nelson Angelo Piquet.
Jaguar commence sa saison en montant sur son énième podium à Hong Kong, puis obtient sa première pole position lors du ePrix de Zurich. Mitch Evans termine 7e du championnat avec 68 points, tandis que Nelson Piquet inscrit 51 unités.
Toujours pilote Jaguar, Mitch Evans commence la saison 2018-2019 par une quatrième place à Riyad. Sa première partie de saison est marquée par une grosse régularité, puisqu'il rentre six fois dans les points lors des six premières courses. Lors de la septième course, à Rome, sur une piste séchante, il obtient sa première victoire en Formule E face à André Lotterer. Il termine également 2e à Berne, ainsi qu'à New York, et se classe 5e du championnat.
En 2020, Mitch Evans signe la pole position à Santiago puis remporte le ePrix de Mexico, ce qui lui permet de mener le championnat après quatre courses. Finalement, il achève la saison à la 7e place.
En 2021, pour sa 5e saison en Formule E. Il terminera 4e du Championnat du monde avec 90 points et cinq podiums mais sans remporter de course.
En 2022, il reste chez Jaguar Racing pour sa 6e saison en Formule E aux côtés de Sam Bird comme en 2021, la livrée est dévoilée début novembre et il espèrera jouer le Championnat et remporter des courses.
En 2024, l'équipe remporte le championnat par équipes pour la première fois de son histoire avec 368 points devant Porsche (332 points) et DS Automobiles (200 points). Jaguar devient également champion des constructeurs avec 455 points devant Porsche (451 points) et Nissan (273 points).

## Voitures Jaguar

### Modèles routiers
- SS1 (1932-1936)
- SS2 (1932-1936)
- SS90 (1935-1940)
- SS Jaguar 100 (1935-1941)
- Jaguar Mark IV (1935-1949)
- Jaguar XK120 (1948-1954)
- Jaguar Mark V (1948-1951)
- Jaguar Mark VII (1951-1956)
- Jaguar XK140 (1954-1957)
- Jaguar Mk 1 (1955-1959)
- Jaguar XK150 (1955-1960)
- Jaguar Mark VIII (1956-1958)
- Jaguar XKSS (1957)
- Jaguar Mark IX (1958-1961)
- Jaguar Mk 2 (1959-1967)
- Jaguar Type E (1961-1975)
- Jaguar Mark X / 420G (en) (1961-1970)
- Jaguar Type-S (1963-1968)
- Jaguar 420 (1966-1968)
- Jaguar 340 (1967-1968)
- Jaguar 240 (1967-1969)
- Jaguar XJ série I (1968-1973)
- Jaguar XJ série II (1973-1979)
- Jaguar XJS (1975-1996)
- Jaguar XJ série III (1979-1986)
- Jaguar XJ40 (1986-1994)
- Jaguar XJR-15 (1990-1992)
- Jaguar XJ220 (1992-1994)
- Jaguar XJ (X300) (1994-1997)
- Jaguar XK8 et XKR (1996-2006)
- Jaguar XJ (X308) (en)   (1997-2002)
- Jaguar S-Type (1999-2008)

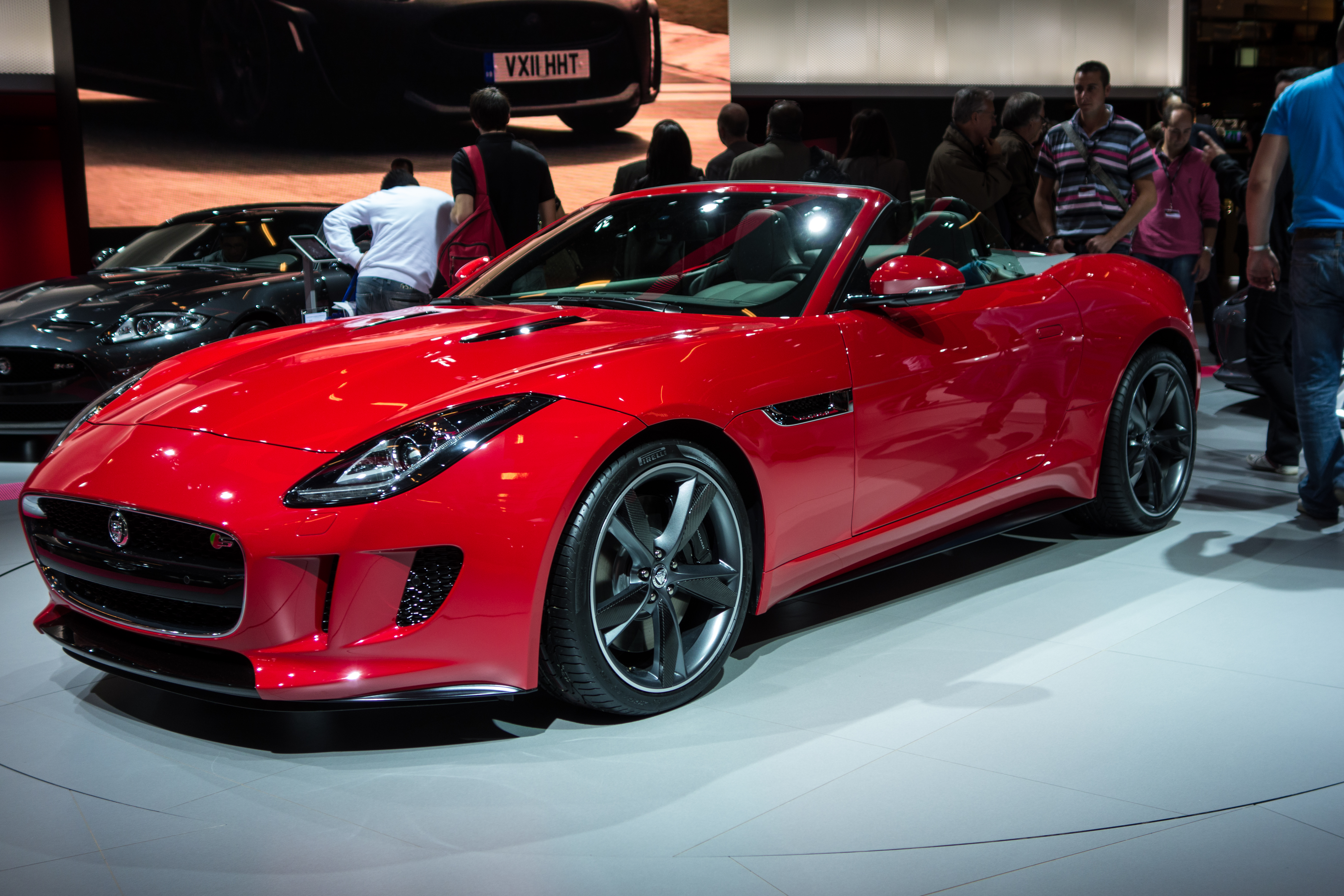
Jaguar F-Type S.

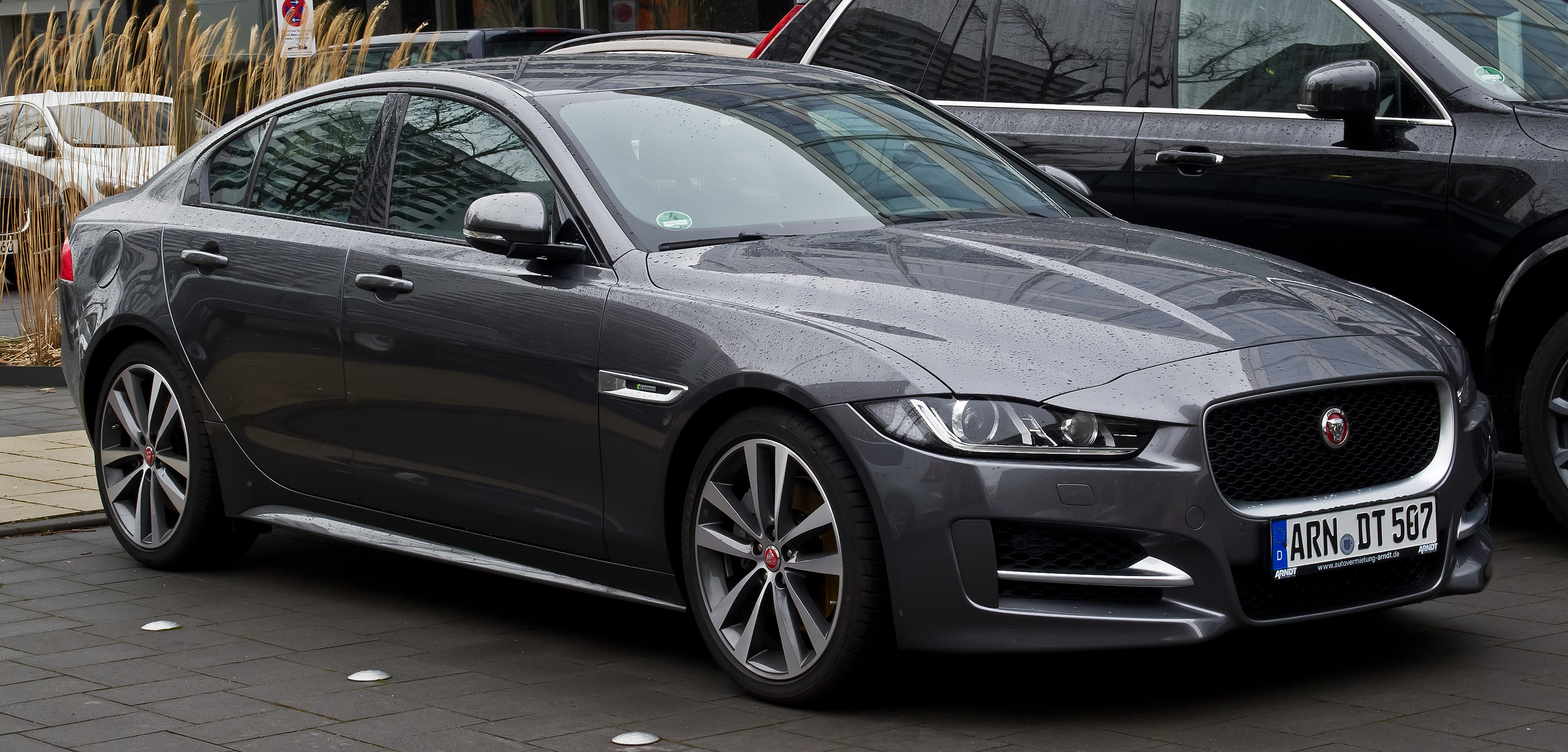
Jaguar XE.

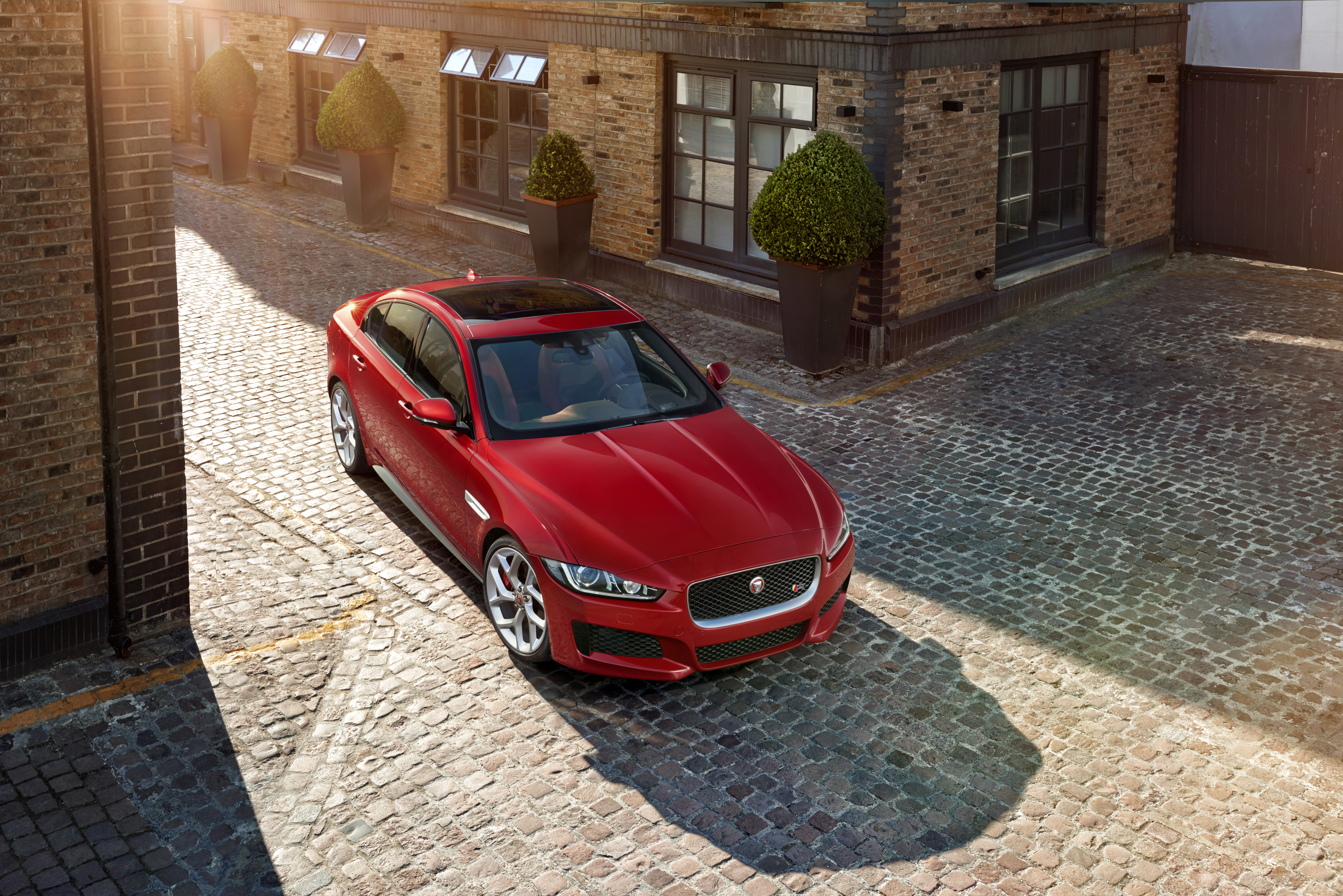
Jaguar XF.

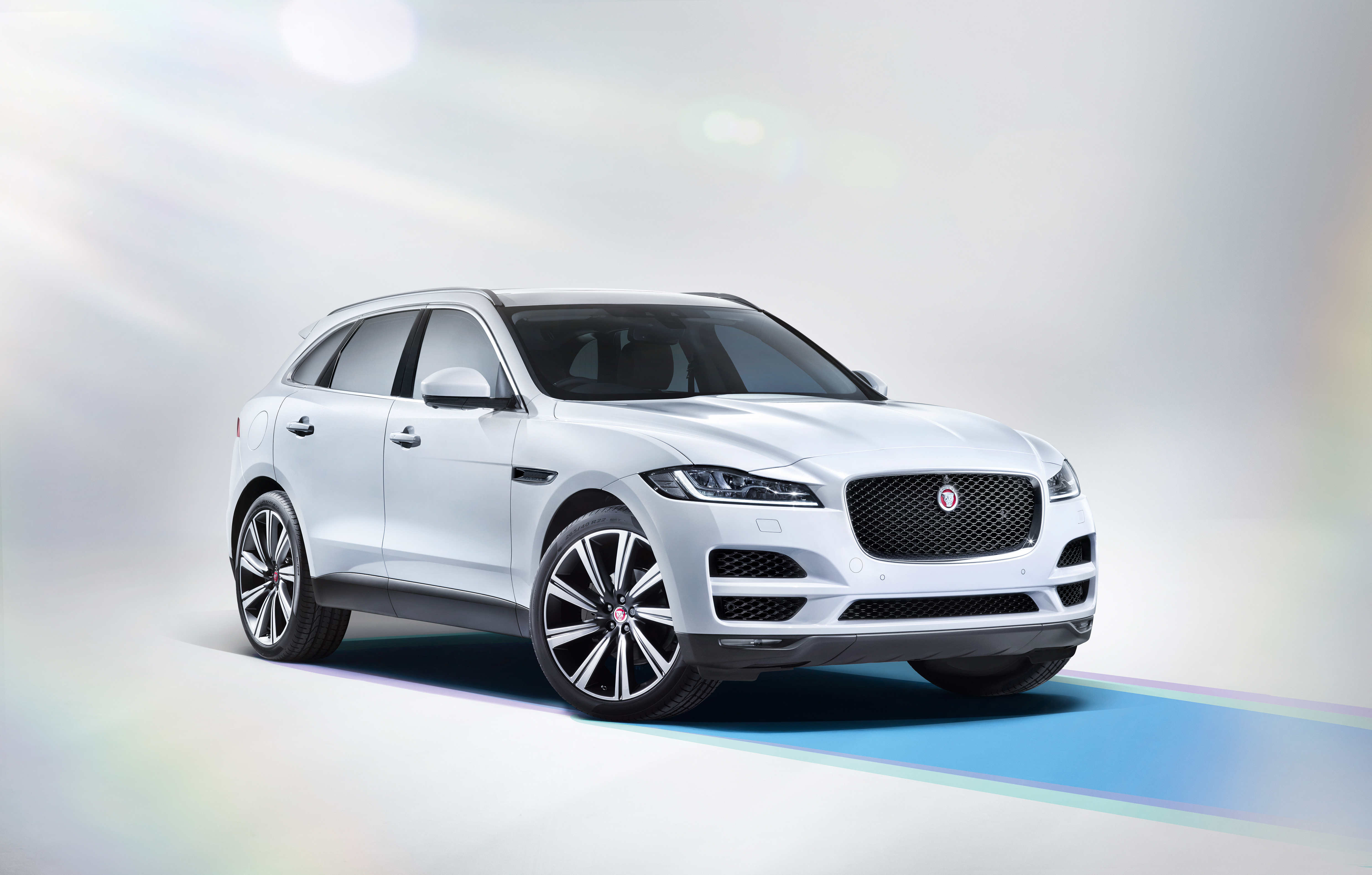
Jaguar F-Pace.

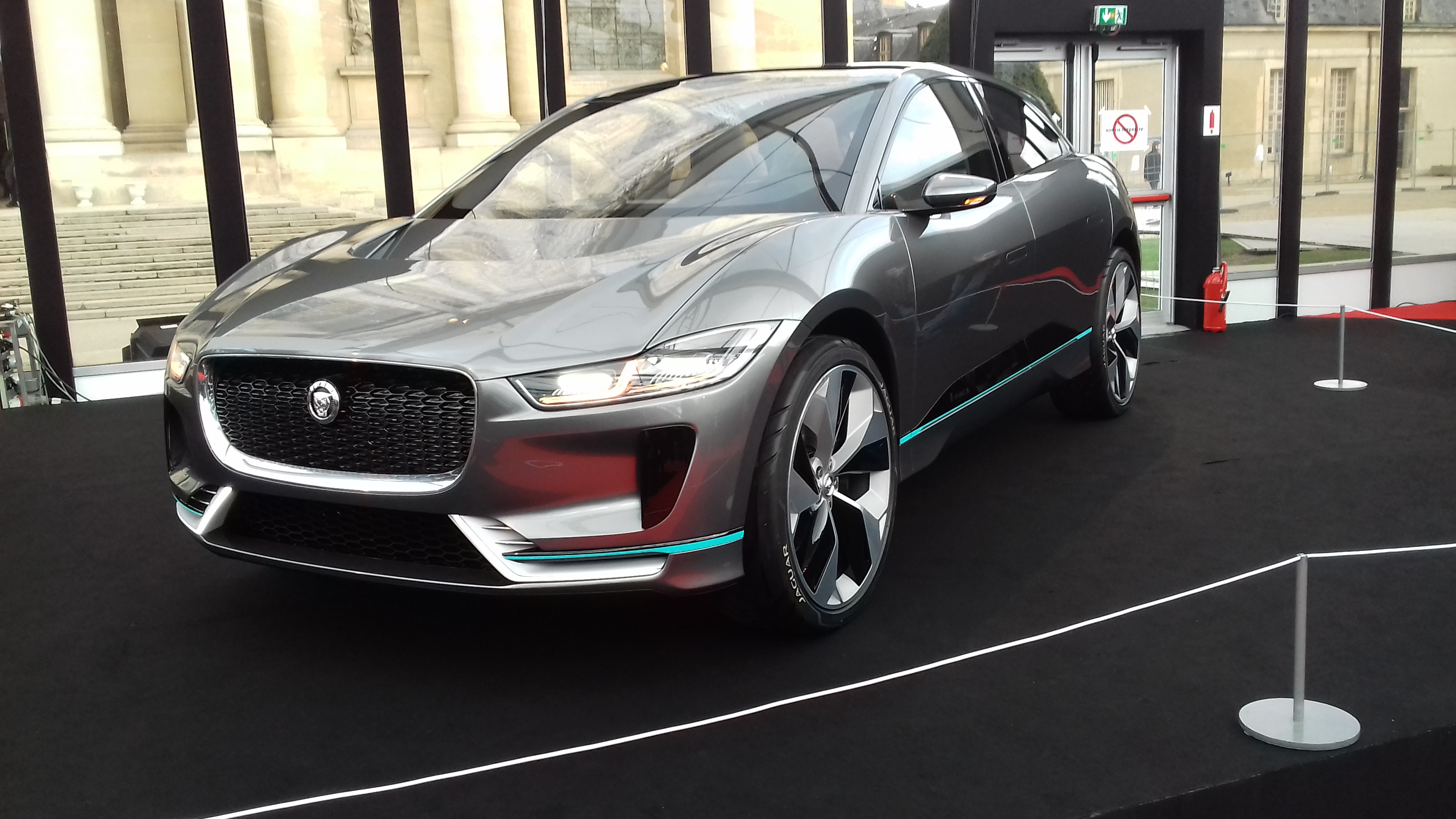
Jaguar I-Pace.

- Jaguar X-Type et Estate (2001-2009)
- Jaguar XJ (X350) (2003-2009)
- Jaguar XK, XKR, et XKR-S (2006-2014)
- Jaguar XF, XFR, XFR-S et Sportbrake (2008-2016)
- Jaguar XJ (X351) (2010-2019)
- Jaguar F-Type (2012-2024)
- Jaguar XE (2015-2024)
- Jaguar XF (2016-2024)
- Jaguar F-Pace (2016-2025)
- Jaguar E-Pace (2017-2024)
- Jaguar I-Pace (2018-2024)

### Modèles de course
- Jaguar XK120
- Jaguar XK140
- Jaguar Type C (1951-1954)
- Jaguar Type D (1954-1957)
- Jaguar Type E
- Jaguar SS
- Jaguar E 2A
- Jaguar Special
- Jaguar XK-C
- Jaguar XJS
- Jaguar XJ12C
- Jaguar HE
- Jaguar XJR-5
- Jaguar XJR-6
- Jaguar XJR-7
- Jaguar XJR-8
- Jaguar XJR-9
- Jaguar XJR-9 D
- Jaguar XJR-9 LM
- Jaguar XJR-10
- Jaguar XJR-11
- Jaguar XJR-12
- Jaguar XJR-14
- Jaguar XJR-15
- Jaguar XJR-16
- Jaguar XJ220
- Jaguar XKR GT3
- Jaguar XKR-S
- Jaguar XFR-S

### Concept cars
- Jaguar XJ13 (1966)
- Jaguar XJ41
- Jaguar XJ220 concept (Salon de Birmingham 1988)
- Jaguar XK180 (Mondial de Paris 1998)
- Jaguar F-Type (Salon de Détroit 2000)
- Jaguar R-coupe (Salon de New York 2002)
- Jaguar R-D6 (Salon de Francfort 2003)
- Jaguar concept 8 (2004)
- Jaguar R-AL coupe (2005)
- Jaguar C-XF(Salon de Détroit 2007)
- Jaguar C-XC (2009)
- Jaguar XJ75 Platinum (Concours d'Élegance de Pebble Beach 2010)
- Jaguar C-X75 (Mondial de Paris 2010)
- Jaguar C-X16 (Salon de Francfort 2011)
- Jaguar Bertone B99 (Salon de Genève 2011)
- Jaguar XKX (2012)
- Jaguar XJ-Ultimate (Salon de l'automobile de Pékin 2012)
- Jaguar "Project 7" (Festival de vitesse de Goodwood 2013)
- Jaguar C-X17 (Salon de Francfort 2013)
- Jaguar Future-Type
- Jaguar I-Pace Concept (Salon de Los Angeles 2016)
- Jaguar Type 00 (2024)

### Prototypes à partir d'un modèle Jaguar
- Jaguar XK120 Supersonic, par Ghia (1954) ;
- Jaguar XK140 MC, par Ghia (1955) ;
- Boano Loewy Jaguar XK 140 Coupé[21], dessinée par Raymond Loewy et réalisée par la carrosserie Boano (1955) ;
- Jaguar D-Type Michelotti[22] (1963).
- Jaguar X450 Aérodynamique (1970) concept by Jonckheere.
- Jaguar Kensington (en) (1990)

## Lieux de fabrication

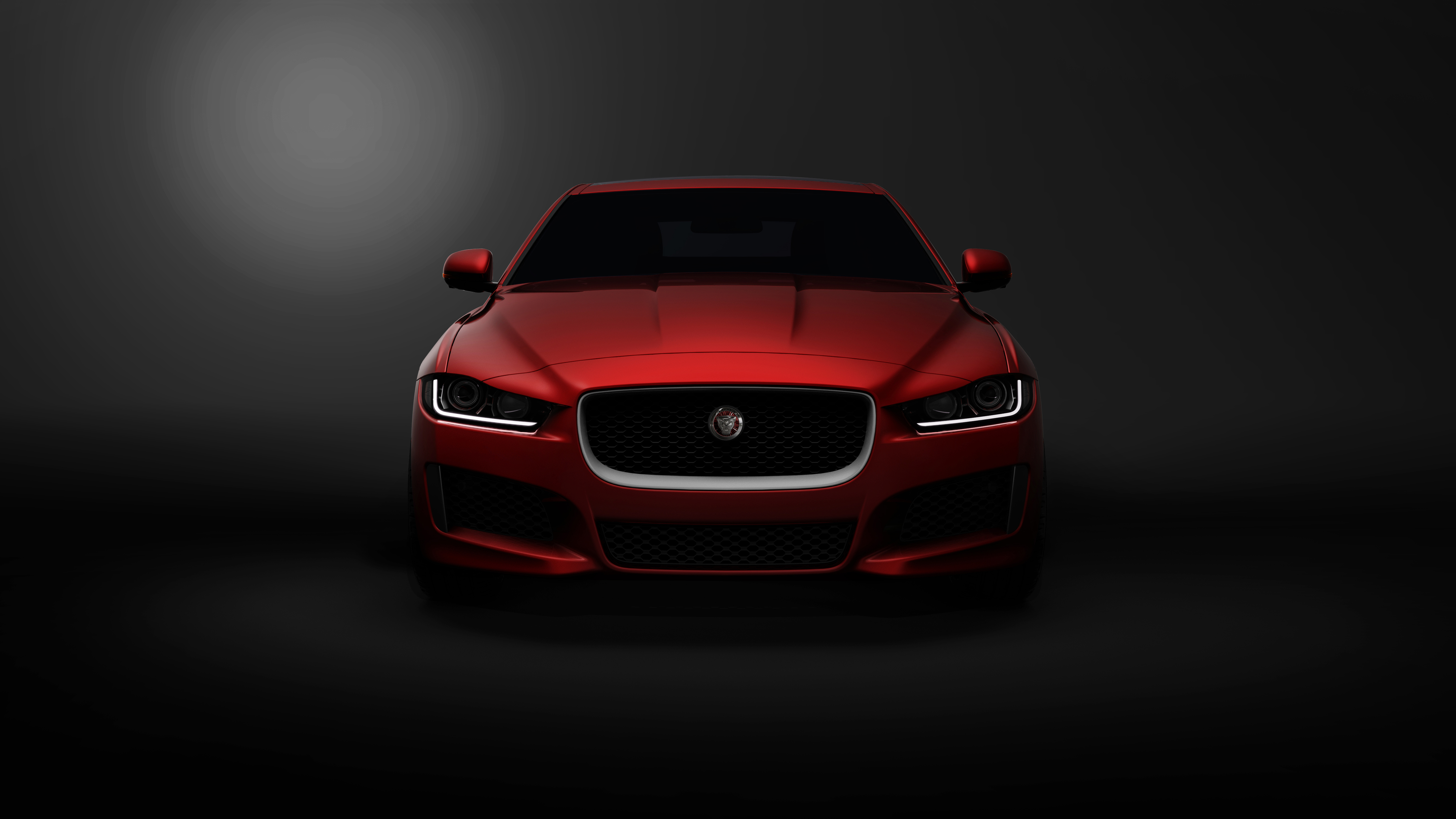
Calandre Jaguar.

### Angleterre
- Usine de Birmingham pour la F-Type
- Usine de Castle Bromwich pour la XF et la S-Type
- Usine de Coventry pour la XK et la XJ
- Usine de Halewood pour la X-Type
- Usine de Solihull pour la XE et la F-Pace

### Autriche
- Usine de Graz pour la E-Pace et la I-Pace

## Filiales
- Jaguar Sport
- Jaguar Racing
- Jaguar SVO
- Jaguar Classic
- Jaguar.CA